# ریو فوکوشیما
ریو فوکوشیما (ژاپنی: 福島 遼؛ زادهٔ ۱۷ دسامبر ۱۹۹۲) یک بازیکن فوتبال اهل ژاپن است.
از باشگاه‌هایی که در آن بازی کرده‌است می‌توان به باشگاه فوتبال تسپاکوستاسو گونما اشاره کرد.